# Aglaophenia pusilla
Aglaophenia pusilla är en nässeldjursart som beskrevs av Gustav Heinrich Kirchenpauer 1872. Aglaophenia pusilla ingår i släktet Aglaophenia och familjen Aglaopheniidae. Inga underarter finns listade i Catalogue of Life.